# Quartier Pigalle
Quartier Pigalle is een gebied in Parijs rond het Place Pigalle op de grens van het 9e en 18e arrondissement. Het is vernoemd naar de beeldhouwer Jean-Baptiste Pigalle. Het gebied is beroemd als toeristisch red-light district. Strikt genomen is de aanduiding van quartier Pigalle alleen van toepassing voor het deel in het 9e arrondissement, maar de volksmond heeft het als men het over Pigalle heeft over de weerszijden van de boulevard de Clichy.